# Александровка (Калинковичский район)
Алекса́ндровка (бел. Аляксандраўка) — деревня в Малоавтюковском сельсовете Калинковичского района Гомельской области Беларуси.

## География

### Расположение
Железнодорожная станция Голевицы (на линии Гомель — Лунинец), в 10 км на север от Калинкович, 110 км от Гомеля.

### Гидрография
На севере река Шиздра (приток реки Ненач) и мелиоративные каналы.

## Транспортная сеть
Рядом автодорога Гомель — Лунинец. Планировка состоит из прямолинейной улицы с переулками, ориентированной меридионально и застроенной двусторонне, преимущественно деревянными крестьянскими усадьбами.

## История
По письменным источникам известна с XIX века как хутор в Автюкевичской волости Речицкого уезда Минской губернии. Хотя название речки Шиздры, которая протекает в северной части за деревней, говорит о том, что люди поселились здесь ещё до славянской колонизации. Шиздра (żіĕzdras) – это балтское название озера с песчаными берегами. За полторы тысячи лет озеро исчезло, а вот название его сохранила местная речушка.
В 70-е годы 18 столетия, когда Беларусь ещё была в составе Речи Посполитой, в разграничительных актах упоминается остров и урочище Галявича (“галявіца” с ударением на Я, “гала” означает “голое место, чистое пространство”).
В этих документах ещё нет ни слова об Александровке. Но в 1793 году произошёл раздел Речи Посполитой, и здешние земли вошли в состав Российской империи. Спустя несколько лет вице-губернатор Минской губернии Андрей Михайлов получил во владение имение Домановичи. А вместе с ним арендовал и солидный участок земли возле урочища Голевица. Чтобы закрепить его за собой не только на бумаге, через губернскую казенную палату он поселил на этой земле несколько крестьянских семей. Поселение получило название Александровка – в честь жены Михайлова Александры, дочери Иркутского губернатора Ивана Арсеньева. Краевед Владимир Лякин в свое время нашёл в Национальном историческом архиве и опубликовал в районной газете “Калінкавіцкія навіны” документ 1823 года. В нём управляющий Домановичским имением Михаил Рен упоминает крестьянина Александровки Андрея Алексеева из первой хаты, которого в 1812 году забрали в армию погонщиком и не вернули. А за два года перед тем, в 1821-м, были отмечены волнения крестьян Малых Автюков (Автюцевичей). Одна из причин – нехватка пахатной земли из-за того, что часть её отошла под Александровку.
Тяжба тянулась почти 40 лет. И вот в 1858 году при составлении проекта проверочной люстрации громада крестьян села Малые Автюцевичи по причине тесноты селения и недостатка пригодных к хлебопашеству земель попросила о предоставлении запасных участков в урочище Сирод для переселения семей А. Р. и П. Р. Дулубов, Ц. Есьмана, М. Дулуба, А. Веко, И. Северина, И. Дулуба и А. Кома. В 1860 году их прошение было удовлетворено. Так возникла новая деревня Сирод.
С того же 1860 года жители Александровки вошла в число селений Автюцевицкого (Малоавтюковского) Свято-Параскевиевского церковного прихода. Первая запись в Метрической книге прихода была сделана 19 февраля 1860 года, когда у “крестьянина деревни Александровка Косьмы Ананиева и его законной первобрачной жены Марии Якимовой” родился сын, нареченный Авксентием. Жители деревни Голевицы тем временем были прихожанами Дудицкой Троицкой церкви. В 1867 году жители выступали против проведенного в пользу помещика разграничения земельных угодий, и власти применили к ним репрессивные меры. Согласно переписи 1897 года действовал трактир. В 1909 году насчитывалось 63 двора, проживало 446 жителей. В 1917 году открыта школа (трудовая школа 1-й ступени), которая разместилась в наёмном крестьянском доме. В ней обучалось 60 детей.

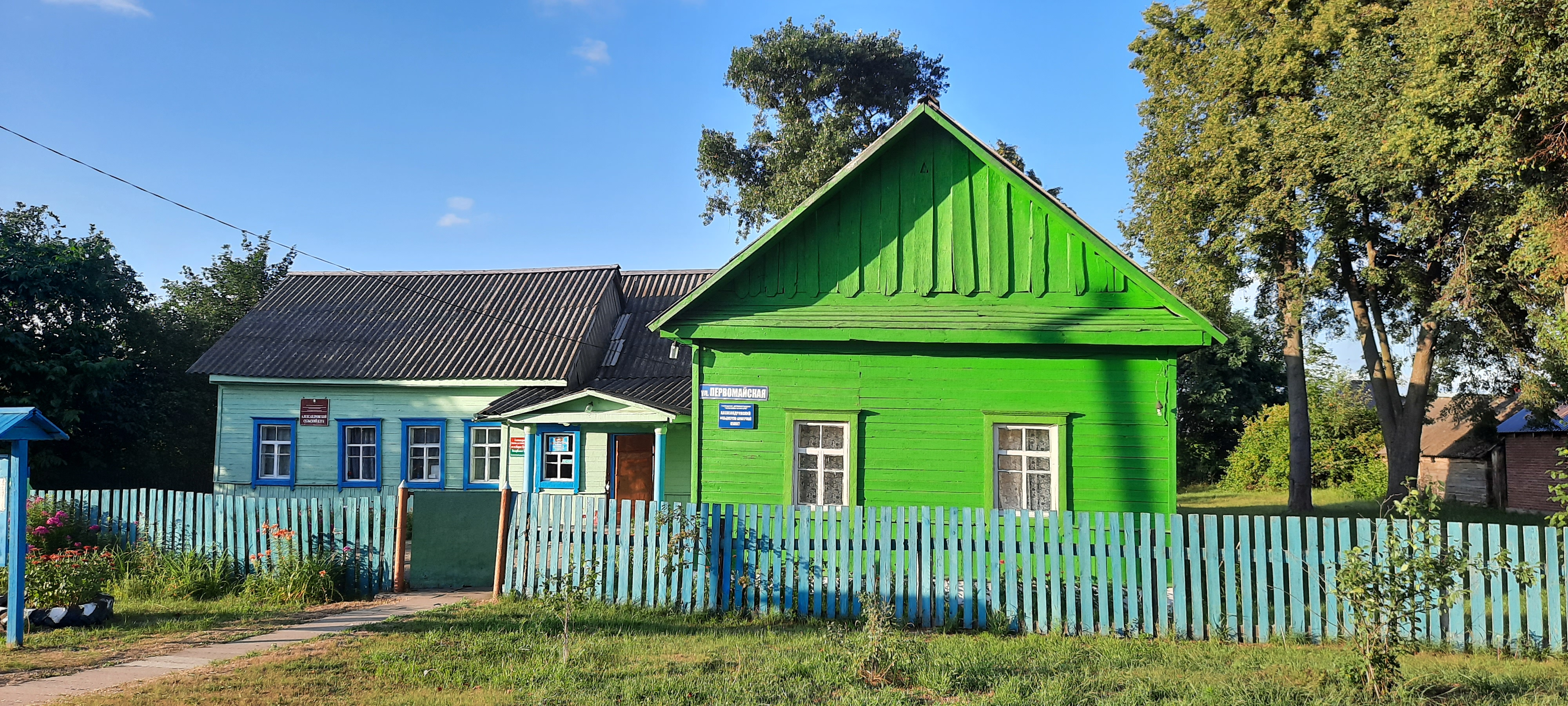

В 1920 году создан Александровский сельский Совет (в 1924-м вошёл в состав Малоавтюковского сельсовета), 6 октября 1929 года организовалось Общество огнеупорного строительства (председатель - Якуб Загальский), в котором трудилось 46 человек. Производили кирпич, цемент, бетон, черепицу, колодезные круги для бетонных колодцев.
В 1930 году организован колхоз «1 Мая», работала кузница. Во время Великой Отечественной войны оккупанты в июле и декабре 1943 года сожгли 180 домов и других строений, убили 10 жителей. В 1943-44 годах в боях около деревни погибли 597 советских солдат (похоронены в братских могилах в центре и в 1 км на север от деревни). в мае-июне 1944 года в деревне размещались жители из деревни Хусное Петриковского района, которая находилась в прифронтовой полосе. 95 жителей погибли на фронте. В 1949 году возобновила работу (создана в 1930-х годах) Голевичская машинно-мелиоративная станция, механизаторы которой ежегодно выполняли и перевыполняли план мелиорации на 110-140%. С 7 марта 1960 года - центр совхоза «Голевичи» (создан путем объединения колхозов "Красный Октябрь" (Малые Автюки), "1 Мая" и Голевичской ММС (Александровка). С 1973 года - племсовхоз "Голевичи". Ликивдирован в 2006 году путем слияния с СПК "Дружба" (реорганизован в СПК "Дружба-Автюки"). Были начальная школа, клуб, фельдшерско-акушерский пункт, детские ясли-сад, отделение связи, столовая, 3 магазина. По состоянию на 1.09.2016 года - магазин и почтовое отделение.
Известные уроженцы - Сергей Владимирович Борисенко, лауреат Государственной премии РФ за 1997 год в области науки и техники; Виктор Владимирович Назаренко, Председатель Государственного комитета РБ по стандартизации; Николай Сергеевич Столяров, генерал-майор, заместитель Председателя КГБ СССР (1991-1992), председатель Совета по социальному обеспечению военнослужащих Верховного Совета РФ, начальник управления Счетной палаты РФ по взаимодействию с контрольно-счетными органами РФ; Владимир Павлович Шаплыко - первый секретарь ЦК ЛКСМБ, инспектор ЦК КПСС, зав.сектора Украины и Молдовы отдела организационно-партийной работы ЦК КПСС, 1-й секретарь Гомельского обкома партии (1991), заместитель гендиректора Госпредприятия "Агроинторг" (1994-1997), начальник Главного управления межпарламентских связей Секретариата Парламентского Собрания Беларуси и России (1997-2000), начальник управления Департамента по сотрудничеству с гоорганами власти компании "Славнефть", заместитель начальника отдела по взаимодействию с контрольно-счетными органами в Счетной палате РФ.

## Население

### Численность
- 2004 год — 192 хозяйства, 385 жителей.

### Динамика
- 1850 год — 1 двор.
- 1897 год — 233 жителя (согласно переписи).
- 1908 год — 63 двора, 446 жителей.
- 1940 год — 187 дворов, 672 жителя.
- 1959 год — 786 жителей (согласно переписи).
- 2004 год — 192 хозяйства, 385 жителей.